# Royal Arch Cascade
Royal Arch Cascade é uma  cachoeira localizada no Parque Nacional de Yosemite, Califórnia.

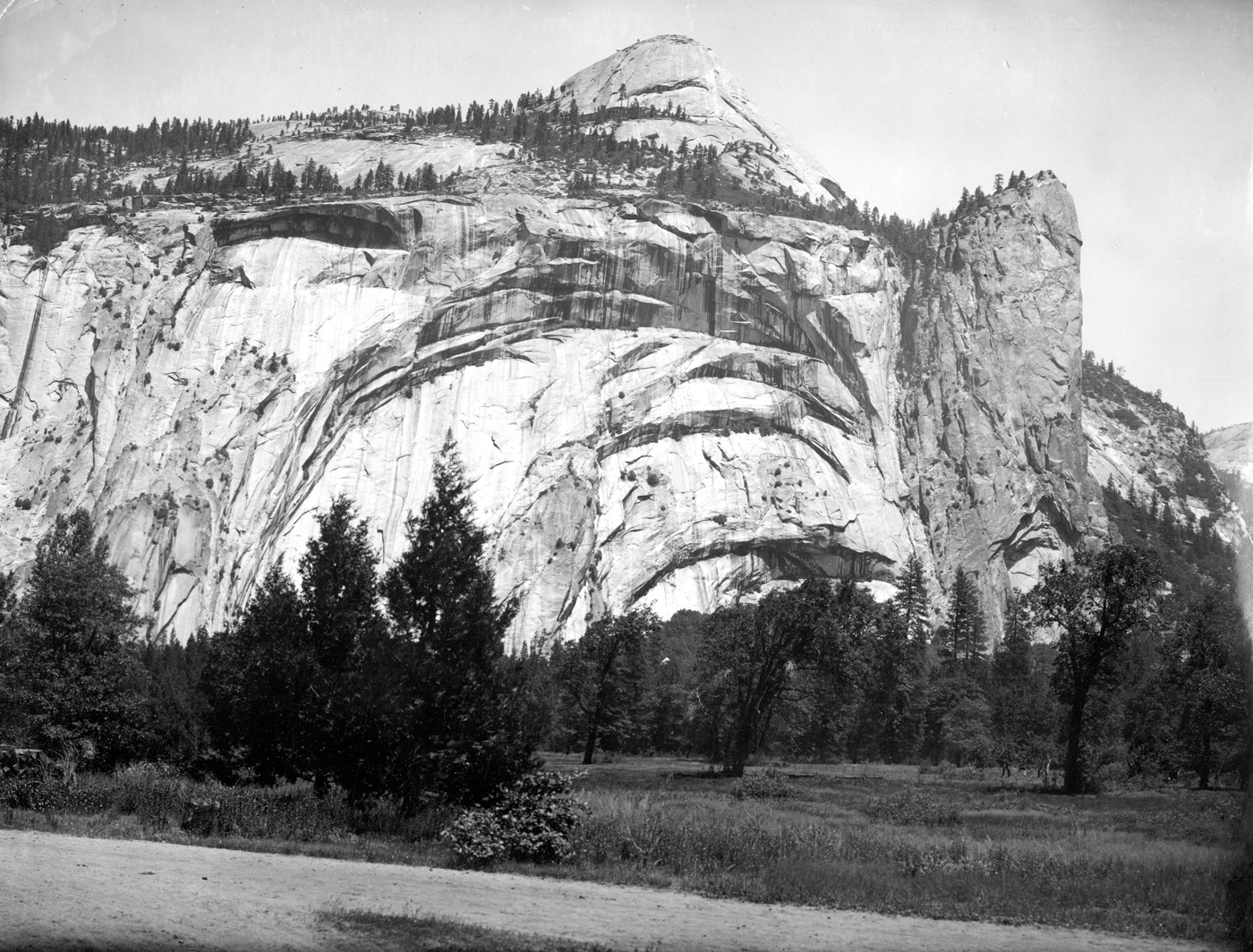
"Royal Arches" e "Washington Column"

## Outros nomes
- Scho-ko-ya